# Gulliver (empresa)
Guliver é uma tradicional empresa de brinquedos do Brasil fundada em 1969 e sediada na cidade de São Caetano do Sul. Seu fundador, Mariano Lavin Ortiz, nomeou a empresa em homenagem aos livros As Viagens de Gulliver, de Jonathan Swift.
Ficou famosa ao fabricar brinquedos baseados em seriados de TV dos anos 60 como Batman e Tarzan, e filmes de western.

## História
No início dos anos 50, na Espanha, Mariano Lavin Ortiz já mostrava interesse por brinquedos, tendo uma fábrica pequena na cidade de Madrid. Sua convicção democrática, incompatível com a do general Franco, fez com que ele migrasse para o Brasil no ano de 1959 com sua família. Mariano morreu em 1973, aos 59 anos, tendo concretizado seu sonho, continuado depois por seus filhos e netos.
A empresa teve sucesso quase imediato, como, por exemplo, com o jogo de Xadrez do Mequinho que vendeu 150.000 unidades no primeiro ano e promoveu campeonatos em clubes com 10.000 participantes. Depois a empresa se destacou com sucessos como Big Frota, Pino Gol, Caneta-Maluca e Linha Náutica. Em 1975, os personagens de pelúcia Família Peposo e os Agarradinhos venderam mais de 8 milhões de unidades em 4 anos, alcançando o recorde de vendas no setor de brinquedos.
Hoje, depois da evolução de diversas transformações de plástico, a Gulliver, que produzia brinquedos de PVC, tem uma instalação moderno em São Caetano do Sul, cidade em que foi fundada. Alguns dos brinquedos fabricados pela Gulliver que fazem sucesso hoje em dia são A Fazenda, Action Forces, brinquedos do Ben 10, Botão Cristal, Botão Oficial, Futebol Clube, Futebol Total, Grils, Hello Kitty, Batman, Homem-Aranha, Disney/Pixar, SOS Comandos e Far West Story.